# The Return of the Giant Hogweed
The Return of the Giant Hogweed je píseň britské rockové skupiny Genesis obsažená na albu Nursery Cryme vydaném v roce 1971.

## Kompozice
Píseň začíná velmi rychlým kytarovým riffem v podání Steva Hacketta, který používá techniku obouručního tappingu. Zbytek písně vede Banksův klavír a sólová kytara vytvářející divoký rockový rytmus. Závěr písně je velmi výrazně zdůrazněn všemi nástroji a výrazným zpěvem Petera Gabriela.

## Synopse
Text vypráví pravdivý příběh bolševníku velkolepého – rostliny, která byla v 19. století přivezena do Velké Británie z Kavkazu a poté se nekontrolovatelně rozšířila mimo zahrady a plantáže. Její žahavé vlastnosti jsou kánonem textu písně, který líčí bolševník jako krvelačnou rostlinu ohrožující lidskou rasu. Humorné zacházení s realitou bylo častým motivem textů v rané tvorbě skupiny.

## Umělci podílející se na tvorbě
- Tony Banks – klávesové nástroje: varhany, klavír, mellotron
- Phil Collins – bicí souprava, zpěv
- Peter Gabriel – zpěv, bicí nástroje
- Steve Hackett – kytara
- Mike Rutherford – basová kytara